# Ophiochondrus gracilis
Ophiochondrus gracilis är en ormstjärneart som beskrevs av Addison Emery Verrill 1899. Ophiochondrus gracilis ingår i släktet Ophiochondrus och familjen Hemieuryalidae. Inga underarter finns listade i Catalogue of Life.